# Verschiedenfarbige Inkalilie
Die Verschiedenfarbige Inkalilie (Alstroemeria versicolor) ist eine Pflanzenart aus der Gattung der Inkalilien (Alstroemeria) in der Familie der Inkaliliengewächse (Alstroemeriaceae).

## Merkmale
Die Verschiedenfarbige Inkalilie ist eine ausdauernde krautige Pflanze, die Wuchshöhen von 15 bis 50 Zentimeter erreicht. Sie bildet ein Rhizom und Knollenwurzeln aus. Die Laubblätter sind nicht gedreht, schmal lanzettlich bis linealisch, spitz und messen 1,2 bis 8 × 25 bis 35 Zentimeter.
Der Blütenstand ist meist zwei- bis dreiblütig (ein- bis fünfblütig) und enthält zwei bis drei Hochblätter. Die zwittrige, zygomorphe Blüte ist dreizählig. Die äußeren Perigonblätter sind ungefähr 3 Zentimeter lang und gelb bis bräunlichgelb gefärbt.
Die Blütezeit reicht von Juni bis Juli.
Die Chromosomenzahl beträgt 2n = 16.

## Vorkommen
Die Verschiedenfarbige Inkalilie kommt in Chile im Bereich von 34° bis 36° südlicher Breite in steinigen Flusstälern in Höhenlagen von 250 bis 1700 Meter vor.

## Nutzung
Die Verschiedenfarbige Inkalilie wird selten als Zierpflanze in Rabatten sowie als Schnittblume genutzt. Die unterirdischen Pflanzenteile werden roh oder gegart gegessen; sie enthalten viel Stärke.

## Belege